# 3. Armee (Osmanisches Reich)
Die 3. Armee war eine Feldarmee des Osmanischen Reiches, die im Ersten Weltkrieg kämpfte.
Die Armee wurde ursprünglich auf dem Balkan gegründet und hatte ihr Hauptquartier in Saloniki. Sie bildete die Hauptkraft des Militärs der Jungtürkischen Revolution von 1908. Viele Offiziere der dritten Armee, wie zum Beispiel Enver Pascha und Mustafa Kemal Pascha, gelangten später zu Bekanntheit und Macht. Während des Ersten Weltkrieges wurde die Armee in den nördlichen und östlichen Gebieten des Osmanischen Reichs eingesetzt. Sie erlitt eine schwere Niederlage bei der Schlacht von Sarıkamış, nach der Schlacht bestand die Armee nur mehr aus 60.000 Soldaten.

## Befehlshaber im Ersten Weltkrieg
- Hasan İzzet Pascha (bis 18. Dezember 1914)
- Enver Pascha (19. Dezember 1914 – 8. Januar 1915)
- Hafız Hakkı Pascha (8. Januar 1915 – 12. Februar 1915)
- Mahmut Kamil Pascha (13. Februar 1915 – Februar 1916)
- Vehib Pascha (Februar 1916 – Juni 1918)
- Esat Pascha (Juni 1918 bis Kriegsende)